# 비전 (게임 엔진)
비전(Vision)은 독일의 트리니지에서 개발한 멀티 플랫폼 게임 엔진이다.
2010년 게임 개발자 회의에 출품된 비전 엔진 8은
- 노멀 맵, 동적 일루미네이션, 섀도 맵, 멀티 스레드 파티클 엔진, HDR, 후처리와 여러가지를 포함한 소스 코드로 제공되는 커스터마이즈되는 렌더링 파이프라인.
- 셰이프 인스턴스, 특수 효과, 스크립트, 지형, 파티클 효과와 여러가지를 위한 WYSIWYG 장면 편집기(vForge)와 통합된 도구를 지원.
- 애니메이션 툴이 3D 스튜디오 맥스와 마야를 지원하며, 쿼터니온 기반 뼈대 애니메이션 모핑 디포머와 버텍스 애니메이션이 가능하다.
- 3D 맥스 스튜디오와 마야 플러그인을 지원.
- 광원 연산을 위한 vLux를 지원.
- 원격 루아 디버거
- 드넓고 세밀한 풍경과 안팎의 환경을 위해 커스터마이즈되는 스트리밍 기법을 도입.
- 멀티 스레딩 지원과 스트리밍 처리 엔진을 도입.

이러한 특징을 지녔다.

## 지원 환경
- 마이크로소프트 윈도우 (DirectX 9, 10, 11)
- 엑스박스 360 (엑스박스 라이브 아케이드 포함)
- 플레이스테이션 3 (플레이스테이션 네트워크 포함)
- Wii (WiiWare 포함)
- iOS
- Android
- Tizen
- 플레이스테이션 비타
- 웹비전을 통한 인터넷 브라우저 (버전 8에서 지원)
- 플레이스테이션 비타 (NGP)

## 라이선스
트리니지는 로열티 없이, 타이틀 할당, 플랫폼 할당 기준으로 고정된 라이선스 가격에 계약을 할 수 있다. 모든 라이선스에는 전적인 지원과 주요 기술 갱신이 추가된다. 웹비전은 어떠한 스튜디오라도 비전 엔진 8을 계약하면 무료로 제공된다.

## 파트너십
파트너십은 다음과 같다.
- 스피드트리
- 엔비디아 피직스
- 오토데스크 키넵스 AI
- 오토데스크 휴먼IK
- 스케일폼
- Quazal
- FMOD
- ProFX 2
- OpenAL
- 픽셀루스 디지털 Molecular 메타
- 넷독
- 엘레고리스믹
- 하복 물리 엔진
- 하복 AI
- 하복 디스트럭션
- 하복 애니메이션 스튜디오
- 하복 클로스

## 같이 보기
- 게임 엔진 목록

## 참조
1. ↑  Leigh Alexander (2010년 2월 23일). “Trinigy Adds Browser Game Support, New Features With Vision Engine 8”. Gamastura. 2011년 11월 22일에 확인함.
2. ↑  “Trinigy-3rd Party Integration”. 트리니지. 2011년 10월 12일에 원본 문서에서 보존된 문서. 2011년 11월 22일에 확인함.